# Manoutchehr
Pour les articles homonymes, voir Manoutchehr (homonymie).

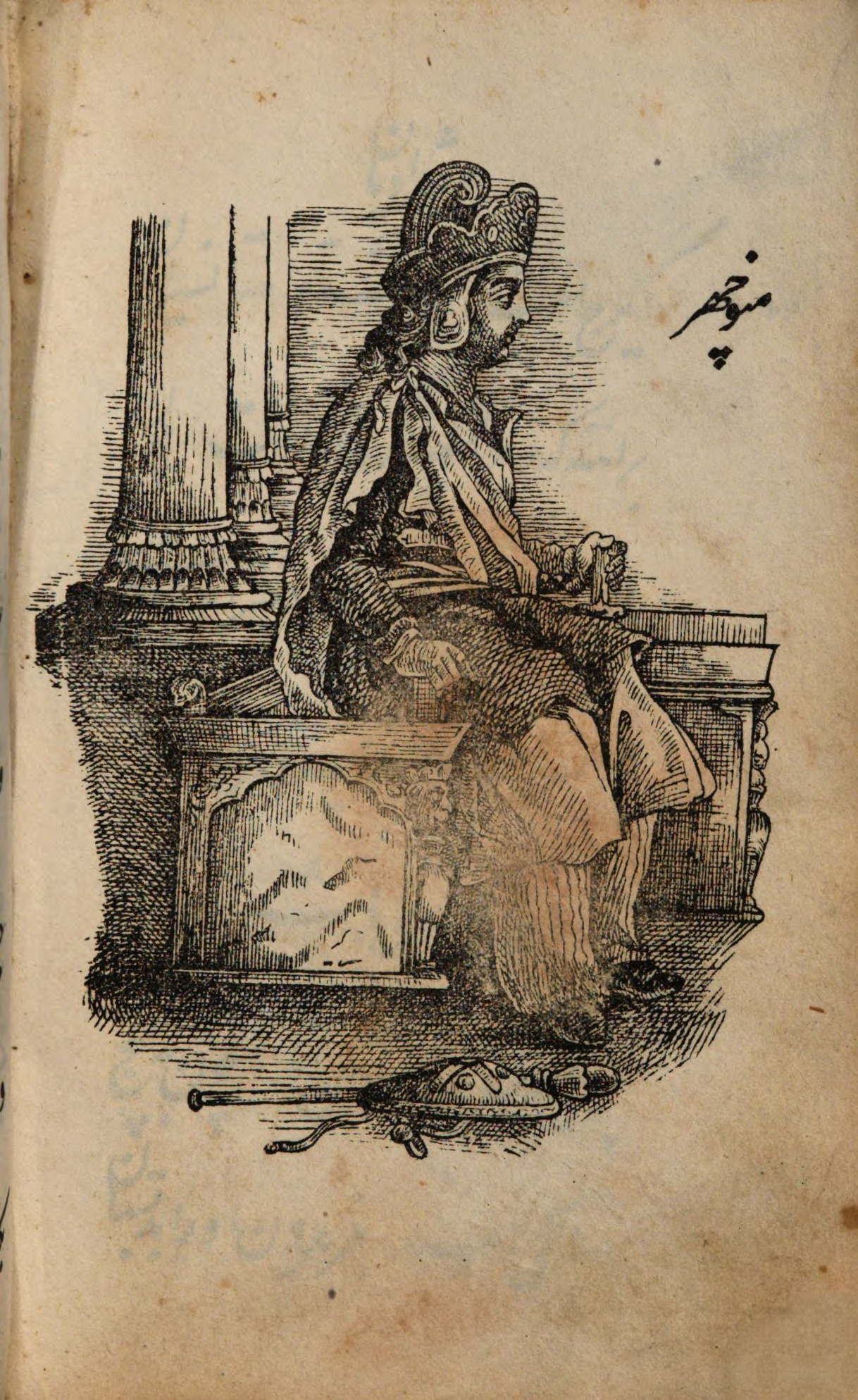
Manoutchehr

Manoutchehr (en persan : منوچهر / Manučehr) est le huitième chah de la dynastie pichdadienne selon le Livre des Rois de Ferdowsi. Il était le petit-fils d'Iradj et vengea celui-ci, qui avait été tué par ses frères Salm et Tour.